# Parnassia guilinensis
Parnassia guilinensis là một loài thực vật có hoa trong họ Dây gối. Loài này được G.Z. Li & S.C. Tang mô tả khoa học đầu tiên năm 1999.